# Dinualdo Gutierrez
Dinualdo Destajo Gutierrez (ur. 20 lutego 1939 w Romblon, zm. 10 lutego 2019 w General Santos) – filipiński duchowny rzymskokatolicki, od 1982 do 2018 biskup Marbel.